# Freya Christie
Freya Nicole Christie (Hucknall, 8 novembre 1997) è una tennista britannica.

## Carriera
Freya Christie ha vinto 23 titoli in doppio nel circuito ITF in carriera. Il 31 ottobre 2016 ha raggiunto il best ranking in singolare raggiungendo la 286ª posizione mondiale, mentre il 26 giugno 2023 ha raggiunto in doppio il best ranking alla 110ª posizione mondiale.
Christie ha fatto il suo debutto nel circuito maggiore all'Aegon Open Nottingham 2016, dove ha ricevuto una wildcard è stata sconfitta nel primo turno dalla cinese Zheng Saisai in due set.
Il suo debutto in un Grand Slam avviene al Torneo di Wimbledon 2019, con una wildcard nel tabellone di doppio insieme alla connazionale Katie Swan, dove vengono sconfitte all'esordio dalla coppia belga alternate Greet Minnen e Alison Van Uytvanck in due parziali.
A L'Open 35 de Saint-Malo 2023 fallisce l'accesso nel tabellone principale venendo sconfitta nelle qualificazioni; viene, però, ripescata come lucky loser e al primo turno batte l'ex partner Swan in rimonta in tre set, ottenendo così la sua prima vittoria in un torneo maggiore. Al secondo turno, affronta la prima testa di serie, ex numero 3 del mondo e campionessa Slam Sloane Stephens, racimolando solamente due giochi.

## Circuito WTA 125

### Doppio

#### Sconfitte (2)
| N. | Data              | Torneo                                | Superficie  | Compagna         | Avversarie in finale      | Punteggio   |
| 1. | 16 settembre 2023 | Zavarovalnica Sava Ljubljana, Lubiana | Terra rossa | Yuliana Lizarazo | Amina Anšba Quinn Gleason | 3-6, 4-6    |
| 2. | 9 dicembre 2023   | Montevideo Open, Montevideo           | Terra rossa | Yuliana Lizarazo | María Carlé Julia Riera   | 6(5)-7, 5-7 |

## Statistiche ITF

### Singolare

#### Sconfitte (5)
| Torneo $100.000 (0) |
| Torneo $80.000 (0)  |
| Torneo $75.000 (0)  |
| Torneo $60.000 (0)  |
| Torneo $50.000 (0)  |
| Torneo $40.000 (0)  |
| Torneo $25.000 (2)  |
| Torneo $15.000 (1)  |
| Torneo $10.000 (2)  |

| N. | Data              | Torneo                                    | Superficie  | Avversaria in finale  | Punteggio        |
| 1. | 27 settembre 2015 | Jolie Ville Golf Women's, Sharm el-Sheikh | Cemento     | Viktória Kužmová      | 6(4)-7, 5-7      |
| 2. | 11 ottobre 2015   | Jolie Ville Golf Women's, Sharm el-Sheikh | Cemento     | Jacqueline Cabaj Awad | 6–2, 6(5)-7, 4–6 |
| 3. | 16 novembre 2015  | AEGON Pro Series Shrewsbury, Shrewsbury   | Cemento (i) | Océane Dodin          | 6(3)-7, 5-7      |
| 4. | 18 settembre 2016 | Lubbock Pro Women's Open, Lubbock         | Cemento     | Viktória Kužmová      | 0-6, 5-7         |
| 5. | 4 novembre 2017   | AEGON Pro Series Sunderland, Sunderland   | Cemento (i) | Maia Lumsden          | 4-6, 0-6         |

### Doppio

#### Vittorie (23)
| Torneo $100.000 (0) |
| Torneo $80.000 (1)  |
| Torneo $75.000 (0)  |
| Torneo $60.000 (5)  |
| Torneo $50.000 (0)  |
| Torneo $40.000 (1)  |
| Torneo $25.000 (10) |
| Torneo $15.000 (2)  |
| Torneo $10.000 (4)  |

| N.  | Data              | Torneo                                                   | Superficie  | Compagna               | Avversarie in finale                           | Punteggio           |
| 1.  | 10 ottobre 2015   | Jolie Ville Golf Women's, Sharm el-Sheikh                | Cemento     | Alexandra Riley        | Ola Abou Zekry Ana Veselinović                 | 7–6(9), 3–6, [10–8] |
| 2.  | 17 ottobre 2015   | Jolie Ville Golf Women's, Sharm el-Sheikh                | Cemento     | Karola Bejenaru        | Jennifer Claffey Anna Morgina                  | 6-3, 6-2            |
| 3.  | 6 novembre 2015   | Aegon GB Pro-Series Loughborough, Loughborough           | Cemento (i) | Lisa Whybourn          | Steffi Carruthers Sabastiani León              | 6-1, 6-2            |
| 4.  | 23 aprile 2016    | Heraklion Hellenic Zeus Circuit, Heraklion               | Cemento     | Chanel Simmonds        | Valerija Savinych Al'jona Sotnikova            | 6-4, 6-0            |
| 5.  | 22 maggio 2016    | ITF Women's Circuit Goyang, Goyang                       | Cemento     | Harriet Dart           | Anastasija Gasanova Maddison Inglis            | 6-3, 6-2            |
| 6.  | 14 agosto 2016    | Koser Jewelers Pro Circuit Tennis Challenge, Landisville | Cemento     | Laura Robson           | Elise Mertens An-Sophie Mestach                | 6–3, 6–4            |
| 7.  | 11 novembre 2017  | AEGON Pro Series Shrewsbury, Shrewsbury                  | Cemento (i) | Harriet Dart           | Maia Lumsden Katie Swan                        | 3-6, 6-4, [10-6]    |
| 8.  | 18 novembre 2017  | Jolie Ville Golf Women's, Sharm el-Sheikh                | Cemento     | Jodie Burrage          | Linnéa Malmqvist Park Sang-hee                 | 7–5, 3–6, [13–11]   |
| 9.  | 25 novembre 2017  | Jolie Ville Golf Women's, Sharm el-Sheikh                | Cemento     | Jodie Burrage          | Watsachol Sawatdee Chanikarn Silakul           | 6–4, 7–5            |
| 10. | 10 agosto 2018    | AEGON Pro Series Chiswick, Chiswick                      | Cemento     | Samantha Murray        | Sarah Beth Grey Olivia Nicholls                | 3-6, 7-5, [10-8]    |
| 11. | 14 ottobre 2018   | Hutchinson Builders Toowoomba International, Toowoomba   | Cemento     | Erin Routliffe         | Samantha Harris Astra Sharma                   | 7-5, 6-4            |
| 12. | 2 novembre 2018   | AEGON Pro Series Wirral, Wirral                          | Cemento (i) | Valerija Savinych      | Sarah Beth Grey Olivia Nicholls                | 6-4, 7-5            |
| 13. | 5 maggio 2019     | RWB Ladies Cup, Chimki                                   | Cemento (i) | Ekaterina Jašina       | Anastasija Frolova Sof'ja Lansere              | 6-3, 6-3            |
| 14. | 6 agosto 2022     | GB Pro Tennis Foxhills Open, Chertsey                    | Cemento     | Ali Collins            | Naiktha Bains Maia Lumsden                     | 6-3, 6-3            |
| 15. | 20 agosto 2022    | GB Pro Series Aldershot, Aldershot                       | Cemento     | Ali Collins            | Andrė Lukošiūtė Eliz Maloney                   | 6–4, 6–2            |
| 16. | 16 settembre 2022 | ITF Féminin Le Neubourg, Le Neubourg                     | Cemento     | Ali Collins            | Weronika Falkowska Sarah Beth Grey             | 1-6, 7-6(4), [10-3] |
| 17. | 22 ottobre 2022   | GB Pro-Series Glasgow, Glasgow                           | Cemeto (i)  | Ali Collins            | Irene Burillo Escorihuela Andrea Lázaro García | 6-4, 6-1            |
| 18. | 28 gennaio 2023   | Sunderland Pro Series, Sunderland                        | Cemento (i) | Ali Collins            | Magali Kempen Eden Silva                       | 6-3, 7-6(5)         |
| 19. | 10 febbraio 2023  | Engie Open de l'Isère, Grenoble                          | Cemento (i) | Ali Collins            | Sof'ja Lansere Marija Timofeeva                | 6-4, 6-3            |
| 20. | 4 novembre 2023   | Sunderland GB Pro Series, Sunderland                     | Cemento (i) | Elena Malõgina         | Mariam Bolkvadze Samantha Murray Sharan        | 6-0, 4-6, [10-4]    |
| 21. | 10 febbraio 2024  | Engie Open de l'Isère, Grenoble                          | Cemento (i) | Emily Appleton         | Sarah Beth Grey Eden Silva                     | 3-6, 6-1, [11-9]    |
| 22. | 17 febbraio 2024  | Lexus GB Pro-Series Roehampton, Roehampton               | Cemento (i) | Samantha Murray Sharan | Ali Collins Elena Malõgina                     | 7-6(5), 6-3         |
| 23. | 26 ottobre 2024   | GB Pro-Series Glasgow, Glasgow                           | Cemento (i) | Jodie Burrage          | Mariam Bolkvadze Isabelle Haverlag             | 6-4, 3-6, [10-5]    |

#### Sconfitte (18)
| Torneo $100.000 (0) |
| Torneo $80.000 (0)  |
| Torneo $75.000 (0)  |
| Torneo $60.000 (6)  |
| Torneo $50.000 (0)  |
| Torneo $40.000 (2)  |
| Torneo $25.000 (6)  |
| Torneo $15.000 (1)  |
| Torneo $10.000 (3)  |

| N.  | Data              | Torneo                                                 | Superficie    | Compagna           | Avversarie in finale                       | Punteggio           |
| 1.  | 10 agosto 2014    | AEGON Pro Series Nottingham, Nottingham                | Cemento       | Katie Boulter      | Alison Bai Mari Tanaka                     | 4-6, 3-6            |
| 2.  | 16 agosto 2015    | AEGON Pro Series Chiswick, Chiswick                    | Cemento       | Emily Arbuthnott   | Harriet Dart Katy Dunne                    | 2-6, 2-6            |
| 3.  | 19 settembre 2015 | Jolie Ville Golf Women's, Sharm el-Sheikh              | Cemento       | Jaqueline Cristian | Lu Jiaxi Brenda Njuki                      | 4-6, 7-6(4), [5-10] |
| 4.  | 14 novembre 2015  | Aegon GB Pro-Series Bath, Bath                         | Cemento (i)   | Lisa Whybourn      | Sarah Beth Askew Olivia Nicholls           | 6-1, 4-6, [2-10]    |
| 5.  | 8 aprile 2017     | Republican Girls, Istanbul                             | Cemento (i)   | Laura Robson       | Ol'ga Dorošina Polina Monova               | 3-6, 2-6            |
| 6.  | 16 marzo 2018     | ITF Futures Tennis Championship, Gwalior               | Cemento       | Albina Khabibulina | Jana Sizikova Ana Veselinović              | 3-6, 6-2, [5-10]    |
| 7.  | 28 aprile 2018    | Óbidos Ladies Open, Óbidos                             | Sintetico     | An-Sophie Mestach  | Estrella Cabeza Candela Ángela Fita Boluda | 6(3)-7, 6-1, [6-10] |
| 8.  | 16 febbraio 2019  | AEGON Pro Series Shrewsbury, Shrewsbury                | Cemento (i)   | Valerija Savinych  | Arina Rodionova Yanina Wickmayer           | 2-6, 5-7            |
| 9.  | 23 febbraio 2019  | AEGON Pro Series Glasgow, Glasgow                      | Cemento (i)   | Jana Fett          | Lesley Kerkhove Anna Zaja                  | 3-6, 6-3, [3-10]    |
| 10. | 16 marzo 2019     | Kazan Kremlin Cup, Kazan'                              | Cemento (i)   | Valerija Savinych  | Ol'ga Dorošina Polina Monova               | 4-6, 7-6(4), [9-11] |
| 11. | 17 ottobre 2020   | Egypt Sharm ElSheikh Women's Future, Sharm el-Sheikh   | Cemento       | Emily Arbuthnott   | Viktorija Dema Martyna Kubka               | 4-6, 3-6            |
| 12. | 21 gennaio 2023   | PAF Open, Tallinn                                      | Cemento (i)   | Ali Collins        | Jessie Aney Anna Sisková                   | 4-6, 7-6(3), [7-10] |
| 13. | 19 febbraio 2023  | Burg-Wächter Ladies Open, Altenkirchen                 | Sintetico (i) | Ali Collins        | Greet Minnen Yanina Wickmayer              | 1-6, 3-6            |
| 14. | 22 aprile 2023    | Raiffeisen Bellinzona Ladies Open, Bellinzona          | Terra rossa   | Ali Collins        | Conny Perrin Anna Sisková                  | 6-3, 6(9)-7, [5-10] |
| 15. | 28 ottobre 2023   | GB Pro-Series Glasgow, Glasgow                         | Cemento (i)   | Olivia Gadecki     | Francisca Jorge Maia Lumsden               | 3-6, 1-6            |
| 16. | 3 febbraio 2024   | Engie Open Andrézieux-Bouthéon 42, Andrézieux-Bouthéon | Cemento (i)   | Emily Appleton     | Alevtina Ibragimova Ekaterina Ovčarenko    | 6–3, 3–6, [5–10]    |
| 17. | 31 agosto 2024    | SIERS ITF World Tennis Tour Oldenzaal, Oldenzaal       | Terra rossa   | Yuliana Lizarazo   | Polina Kudermetova Ekaterina Makarova      | 4-6, 6-1, [7-10]    |
| 18. | 24 maggio 2025    | Kuršumlijska Banja Open, Kuršumlijska Banja            | Terra rossa   | Jibek Kulambaeva   | Ayla Aksu Anna Sisková                     | 4-6, 2-6            |